# Cristian Malmagro
Cristian Malmagro Viaña (Granollers, 11 marzo 1983) è un ex pallamanista spagnolo.

## Palmarès
- Giochi olimpici

Pechino 2008: bronzo.
- Europei

Svizzera 2006: argento.